# Tadeusz Markiewicz

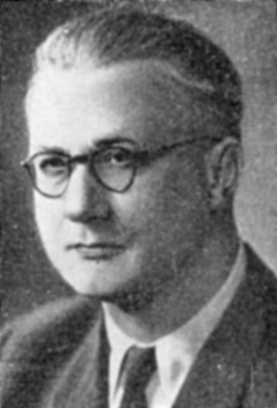
Tadeusz Markiewicz

Tadeusz Markiewicz (ur. 10 lipca 1905 w Poznaniu, zm. 13 lutego 1950 w Szczecinie) – polski lekarz neurolog i neuropatolog, profesor neurologii Akademii Lekarskiej w Szczecinie.

## Życiorys
Syn Stanisława i Marii. Ukończył Gimnazjum im. Marii Magdaleny w Poznaniu (1923) i Wydział Lekarski Uniwersytetu Poznańskiego. Dyplom lekarza otrzymał 25 czerwca 1929. Neuropatologii uczył się w latach 1934–1936 Instytucie Patologii Mózgu w Monachium u Walthera Spielmeyera i Willibalda Scholza. W 1938 roku powrócił do Poznania, gdzie otrzymał stypendium z funduszu im. Babińskiego. Dzięki niemu kontynuował studia w Warszawie u Kazimierza Orzechowskiego. Po wybuchu wojny znowu pracował w Poznaniu, gdzie kierował Kliniką Neurologiczno-Psychiatryczną. 12 lipca 1946 roku otrzymał veniam legendi na Uniwersytecie Warszawskim. W sierpniu 1948 powołany na katedrę neurologii Akademii Lekarskiej w Szczecinie. W lutym 1949 roku rozpoczął wykładać, jednak w następnym roku zmarł. Pochowany jest na Cmentarzu Centralnym w Szczecinie (kwatera 3, rząd 2, grób 2).
Żonaty z Haliną Stanisławą z Kubickich, nie mieli dzieci.

## Wybrane prace
- O wpływie alkoholizmu samca na potomstwo na podstawie doświadczeń przeprowadzonych na myszach. Poznań: Nakładem Poznańskiego Towarzystwa Przyjaciół Nauk, 1938
- Profesor Borowiecki jako pedagog. Rocznik Psychiatryczny 32, ss. 31–36, 1938
- Łabendziński F., Markiewicz T. O zmianach neurologicznych w niedokrwistości złośliwej i ich leczeniu. Neurologia Polska 18, 4, s. 497–513, 1935
- Über Spätschädigungen des menschlichen Gehirns durch Röntgenstrahlen[1]. 1935
- Beitrag zur Klinik und Anatomie der Neuromyélite optique (Dévic)[2]. 1936
- Zur Frage der „kolloiden” Degeneration und ähnlicher Vorgänge im Zentralnervensystem[3]. 1937
- Zur Frage der „Koagulationsnekrose” im Zentralnervensystem[4]. 1937